# Arrival (album d'ABBA)
Pour les articles homonymes, voir Arrival.
Albums de ABBA
ABBA
(1975) The Album
(1977)
Singles
1. Dancing Queen
Sortie : 16 août 1976
2. Money, Money, Money
Sortie : 1er novembre 1976
3. Knowing Me, Knowing You
Sortie : 18 février 1977
4. That's Me
Sortie : 25 juillet 1977

Arrival est le quatrième album du groupe suédois ABBA, sorti le 11 octobre 1976 sur le label Polar Music.
Il est devenu l'un des albums du groupe ayant eu le plus de succès et génère trois des plus grands succès d'ABBA : Dancing Queen, Money, Money, Money et Knowing Me, Knowing You. Un autre succès du groupe, Fernando, sorti en single en mars 1976, a été inclus dans les versions australienne et néo-zélandaise de l'album ainsi que dans la réédition internationale de l'album en 1997. Arrival a été l'album le plus vendu en 1977 au Royaume-Uni et a été certifié disque d'or par la Recording Industry Association of America.
L'album a fait l'objet de nombreuses rééditions et remasterisations. Après sa sortie initiale en disque 33 tours, cassette et cartouche huit pistes, Arrival est sorti pour la première fois en disque compact (CD) en 1984 et a été réédité sous forme numériquement remastérisée quatre fois au total : d'abord en 1997, puis en 2001, en 2005 au sein du cadre du coffret The Complete Studio Recordings', et à nouveau en 2006 (en tant qu'édition « spéciale de luxe »).
À partir de cet album, l'acronyme et palindrome ABBA — avec le B inversé « AᗺBA » — devient l'ambigramme utilisé comme logo sur les pochettes.

## Contexte et réalisation
Lorsque ABBA a commencé à travailler sur son quatrième album en août 1975, le groupe avait atteint un niveau de succès modeste dans le monde entier. Cependant, c'est avec Arrival qu'ils atteindront la célébrité mondiale. Les sessions d'enregistrement commencent en août 1975 et se poursuivent jusqu'en septembre 1976 aux studios Metronome et Glen à Stockholm, en Suède.

## Réception
Dans une critique de la réédition de l'album en 2001 par Universal Records, Bruce Eder du site AllMusic a trouvé le contenu de l'album « excellent » et a complimenté le « son amélioré » de la réédition, ainsi que « ces effets musicaux dramatiques que ce groupe jouait pour un effet maximum, qui donnaient à leur musique une puissance brute que leurs détracteurs négligeaient habituellement ; dans la nouvelle édition, il est impossible de l'ignorer ». Dans The New Rolling Stone Album Guide de 2004, le journaliste musical Arion Berger a recommandé la réédition de l'album par Universal Records aux acheteurs.
Arrival est devenu un grand succès commercial dans le monde entier, devenant par exemple l'album le plus vendu en 1977 au Royaume-Uni et en Allemagne de l'Ouest,. En France, Arrival est resté 15 semaines en tête des ventes de disques, après sa sortie mondiale en 1976. Il contient trois des plus grands succès d'ABBA : Dancing Queen, Money, Money, Money et Knowing Me, Knowing You, et dans certains pays, un quatrième avec l'inclusion de Fernando (qui, dans la plupart des marchés, figurait sur leur précédent album Greatest Hits). That's Me est également sorti en single au Japon.
L'album a été inclus dans la liste des Les 1001 albums qu'il faut avoir écoutés dans sa vie de Robert Dimery. Arrival s'est classé de nouveau depuis 1979 dans le classement d'albums britannique à la 94e place pour la semaine du 3 août 2018.

## Titres
Toutes les chansons sont écrites et composées par Benny Andersson et  Björn Ulvaeus, sauf indication contraire.
| 1. | When I Kissed the Teacher |                                       | 3:00 |
| 2. | Dancing Queen             | - Andersson - Stig Anderson - Ulvaeus | 3:50 |
| 3. | My Love, My Life          | - Andersson - Anderson - Ulvaeus      | 3:52 |
| 4. | Dum Dum Diddle            |                                       | 2:50 |
| 5. | Knowing Me, Knowing You   | - Andersson - Anderson - Ulvaeus      | 4:02 |

| Face B | Face B                   | Face B                           | Face B | Face B | Face B | Face B | Face B | Face B | Face B |
| No     | Titre                    | Auteur                           | Durée  |        |        |        |        |        |        |
| ------ | ------------------------ | -------------------------------- | ------ | ------ | ------ | ------ | ------ | ------ | ------ |
| 1.     | Money, Money, Money      |                                  | 3:05   |        |        |        |        |        |        |
| 2.     | That's Me                | - Andersson - Anderson - Ulvaeus | 3:15   |        |        |        |        |        |        |
| 3.     | Why Did It Have to Be Me |                                  | 3:20   |        |        |        |        |        |        |
| 4.     | Tiger                    |                                  | 2:55   |        |        |        |        |        |        |
| 5.     | Arrival                  |                                  | 3:00   |        |        |        |        |        |        |
| 33:09  |                          |                                  |        |        |        |        |        |        |        |

| 11. | Fernando | 4:12 |

| 12. | Happy Hawaii | - Andersson - Anderson - Ulvaeus | 4:25 |

| 13. | La reina del baile (version hispanophone of Dancing Queen)                   | - Andersson - Anderson - Ulvaeus - Buddy McCluskey - Mary McCluskey | 4:04 |
| 14. | Conociéndome, conociéndote (version hispanophone of Knowing Me, Knowing You) | - Andersson - Anderson - Ulvaeus - B. McCluskey - M. McCluskey      | 4:04 |
| 15. | Fernando (version hispanophone)                                              | - Andersson - Anderson - Ulvaeus - B. McCluskey - M. McCluskey      | 4:17 |

| 13. | Fernando (version hispanophone)                                              | 4:17 |
| 14. | La reina del baile (version hispanophone de Dancing Queen)                   | 4:04 |
| 15. | Conociéndome, conociéndote (version hispanophone de Knowing Me, Knowing You) | 4:04 |
| 16. | Fernando (version solo en suédois de Frida)                                  | 4:14 |

| 1.  | ABBA-DABBA-DOOO!! (émission télévisée spéciale de la SVT) |  |
| 2.  | Dancing Queen (Musikladen, Radio Bremen)                  |  |
| 3.  | Fernando (Top of the Pops, BBC)                           |  |
| 4.  | Happy Hawaii (FremantleMedia)                             |  |
| 5.  | Dancing Queen Recording Session (Mr. Trendsetter, SVT)    |  |
| 6.  | ABBA in London, November 1976 (Young Nation, BBC)         |  |
| 7.  | ABBA's 1976 Success – News Report (Rapport, SVT)          |  |
| 8.  | Arrival Television Commercial I (UK)                      |  |
| 9.  | Arrival Television Commercial II (UK)                     |  |
| 10. | International Sleeve Gallery                              |  |

Note : Fernando figure dans la liste des pistes de la version australienne et néo-zélandaise de l'album en 1977 après Why Did It Have to Be Me et avant Tiger. Ajoutant environ 4 minutes de temps de lecture en plus à la face 2.

## Personnel
- Benny Andersson – synthétiseur, piano, accordéon, Cloche tubulaire, instrument à clavier, marimba, chant
- Agnetha Fältskog – chant
- Anni-Frid Lyngstad – chant sur Dancing Queen, Knowing Me, Knowing You et Money, Money, Money
- Björn Ulvaeus – guitare acoustique, guitare électrique, chant

| Musiciens additionnels - Ola Brunkert – cordes, batterie - Lars Carlsson – saxophone - Anders Dahl – cordes - Malando Gassama – percussion, rythme - Anders Glenmark – guitare électrique - Rutger Gunnarsson – basse - Roger Palm – cordes, batterie - Janne Schaffer – guitare électrique - Lasse Wellander – guitare acoustique, guitare électrique | Production - Benny Andersson; Björn Ulvaeus - producteurs - Michael B. Tretow - ingénieur du son - Benny Andersson; Björn Ulvaeus; Sven-Olof Walldoff - arrangeurs - Rutger Gunnarsson - arrangements des cordes - Ola Lager; Rune Söderqvist - concepteur de la couverture - Ola Lager - photographie - Jon Astley; Tim Young; Michael B. Tretow - remasterisation de 1997 - Jon Astley; Michael B. Tretow - remasterisation de 2001 - Henrik Jonsson - remasterisation complète des enregistrements studio de 2005 |

## Classements et certifications
| Classement (1976–79)                 | Meilleure position |
| ------------------------------------ | ------------------ |
| Allemagne de l'Ouest (Media Control) | 1                  |
| Australie (Kent Music Report)        | 1                  |
| Autriche (Ö3 Austria Top 40)         | 12                 |
| Belgique (Humo)                      | 1                  |
| Canada (Top Albums)                  | 4                  |
| Danemark (DR)                        | 1                  |
| États-Unis (Billboard 200)           | 20                 |
| Finlande (Suomen virallinen lista)   | 2                  |
| France (IFOP)                        | 9                  |
| Italie (Musica e dischi)             | 11                 |
| Japon (Oricon)                       | 3                  |
| Norvège (VG-lista)                   | 1                  |
| Nouvelle-Zélande (RIANZ)             | 1                  |
| Pays-Bas (Mega Album Top 100)        | 1                  |
| Royaume-Uni (UK Albums Chart)        | 1                  |
| Suède (Sverigetopplistan)            | 1                  |
| Suisse (Musikmarkt)                  | 5                  |

| Classement (2006)                  | Meilleure position |
| ---------------------------------- | ------------------ |
| Pays-Bas (Mega Album Top 100)      | 85                 |
| Classement (2009)                  | Meilleure position |
| Finlande (Suomen virallinen lista) | 24                 |
| Classement (2018-2021)             | Meilleure position |
| Belgique (Flandre Ultratop)        | 109                |
| Pays-Bas (Mega Album Top 100)      | 67                 |
| Royaume-Uni (UK Albums Chart)      | 94                 |
| Suède (Sverigetopplistan)          | 13                 |

| Classement (1976)             | Position |
| ----------------------------- | -------- |
| Australie (Kent Music Report) | 8        |
| France (IFOP)                 | 47       |
| Nouvelle-Zélande (RIANZ)      | 5        |
| Pays-Bas (Album Top 100)      | 21       |
| Royaume-Uni (UK Albums Chart) | 41       |

| Classement (1977)                         | Position |
| ----------------------------------------- | -------- |
| Allemagne de l'Ouest (Offizielle Top 100) | 1        |
| Australie (Kent Music Report)             | 17       |
| Autriche (Ö3 Austria)                     | 17       |
| Canada (Top Albums)                       | 27       |
| États-Unis (Billboard 200)                | 34       |
| Japon (Oricon)                            | 37       |
| Nouvelle-Zélande (RIANZ)                  | 11       |
| Pays-Bas (Album Top 100)                  | 6        |
| Royaume-Uni (UK Albums Chart)             | 1        |

| Classement (1978) | Position |
| ----------------- | -------- |
| Japon (Oricon)    | 28       |

| Classement (1979) | Position |
| ----------------- | -------- |
| Japon (Oricon)    | 8        |

| Classement (1970–79) | Position |
| -------------------- | -------- |
| Japon (Oricon)       | 14       |
| Royaume-Uni (OCC)    | 7        |

### Certifications et ventes
| Région                                                               | Certification | Ventes/Streams |
| -------------------------------------------------------------------- | ------------- | -------------- |
| Allemagne (BM)                                                       | 2 × Platine   | 1 000 000^     |
| Australie                                                            | —             | 960 000        |
| Canada (Music Canada)                                                | 2 × Platine   | 200 000^       |
| Danemark (IFPI)                                                      | Or            | 330 000        |
| États-Unis (RIAA)                                                    | Or            | 500 000^       |
| Finlande (IFPI)                                                      | Platine       | 86 420         |
| France                                                               | —             | 200 000        |
| Hong Kong (IFPI)                                                     | Or            | 10 000*        |
| Irlande                                                              | —             | 150 000        |
| Israël                                                               | —             | 40 000         |
| Japon                                                                | —             | 645 000        |
| Norvège (IFPI)                                                       | Or            | 167 000        |
| Nouvelle-Zélande                                                     | —             | 60 000         |
| Pays-Bas (NVPI)                                                      | Or            | 500 000        |
| Pologne                                                              | —             | 800 000        |
| Royaume-Uni (BPI)                                                    | Platine       | 1 700 000      |
| Suède                                                                | —             | 740 000        |
| Taïwan                                                               | —             | 3 500          |
| Yougoslavie                                                          | —             | 70 000         |
| *Ventes selon la certification ^Mise en rayon selon la certification |               |                |

## Reprises de la chanson-titreArrival
L'instrumental Arrival, qui clôt l'album et lui donne son nom a fait l'objet d'au moins trois reprises :
- Juste un an après la sortie de l'album, Michèle Torr reprend le titre "Arrival" sur un texte signé Jean Albertini (véritable nom de Jean-François Maurice) et de Didier Barbelivien. Elle est accompagnée par Jean-François Maurice, la voix de "28° à l'ombre" et de "La rencontre". Le titre donné à la chanson s'intitule J'aime[74] ;
- En 1980 par le musicien britannique Mike Oldfield reprend ce titre en instrumental sur l'album QE2 ;
- En 1982, une autre version chantée de cet instrumental, interprétée par Anni-Frid Lyngstad et Daniel Balavoine figurera parmi les titres de la version française de la comédie musicale Abbacadabra sous le nom "Belle"[75].